# Habenaria laurentii
Habenaria laurentii är en orkidéart som beskrevs av De Wild. Habenaria laurentii ingår i släktet Habenaria och familjen orkidéer. Inga underarter finns listade i Catalogue of Life.